# Claudia Cagninelli
Claudia Cagninelli (Trescore Balneario, 19 luglio 1990) è una pallavolista italiana.

## Carriera
La carriera di Claudia Cagninelli inizia nel 2005, nelle selezioni giovanili del Volley Bergamo. Dopo una sola stagione, entra a far parte del Club Italia, per una sola annata. Tra il 2007 ed il 2009, gioca nella seconda squadra del Volley Bergamo, con cui ottiene anche la promozione dalla serie B2 alla serie B1 e vince anche la Girl League. Nello stesso periodo, vince la medaglia d'oro al campionato europeo under 19 del 2008.
Nel 2009, torna a far parte del Club Italia, disputando il campionato di serie A2. Nell'estate del 2010, fa il suo esordio in nazionale maggiore alla Piemonte Woman Cup, seppur mai giocando.
Nella stagione 2010-11 viene ingaggiata dal Crema Volley, sempre in serie cadetta.

## Palmarès

### Nazionale (competizioni minori)
- Campionato europeo under 18 2007
- Campionato europeo under 19 2008
- Piemonte Woman Cup 2010